# Lepidopilum novae-guineae
Lepidopilum novae-guineae är en bladmossart som beskrevs av Edwin Bunting Bartram 1961. Lepidopilum novae-guineae ingår i släktet Lepidopilum och familjen Daltoniaceae. Inga underarter finns listade i Catalogue of Life.